# Strychnos potatorum
Mã tiền khoai tây (danh pháp hai phần: Strychnos potatorum) là một loài thực vật có hoa trong họ Mã tiền. Loài này được L.f. miêu tả khoa học đầu tiên năm 1782.

## Hình ảnh

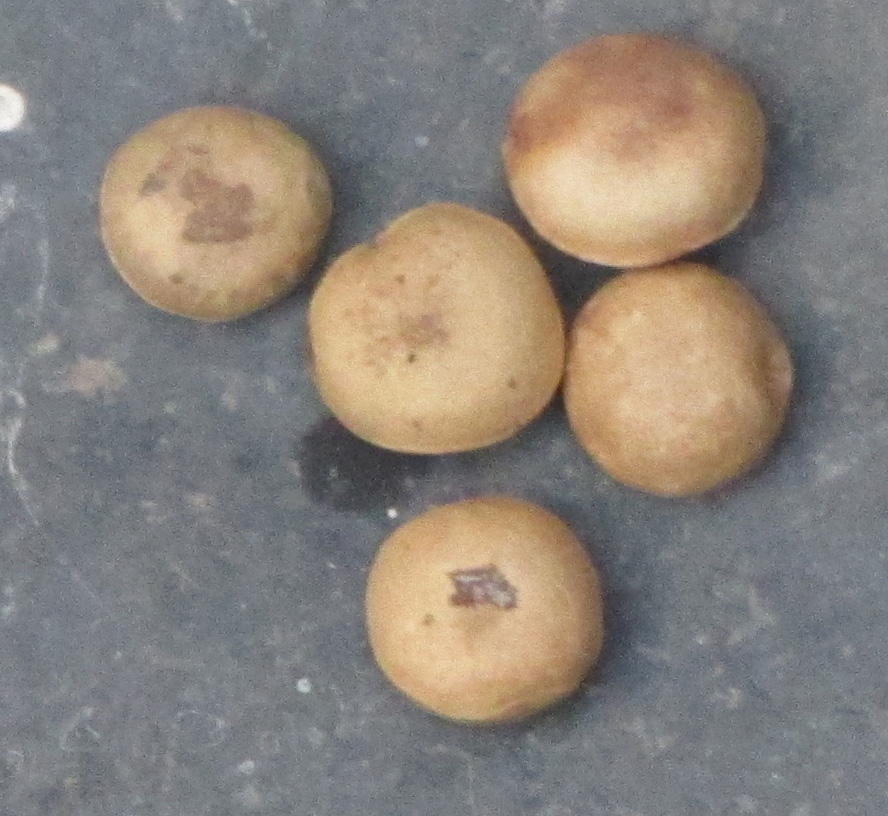
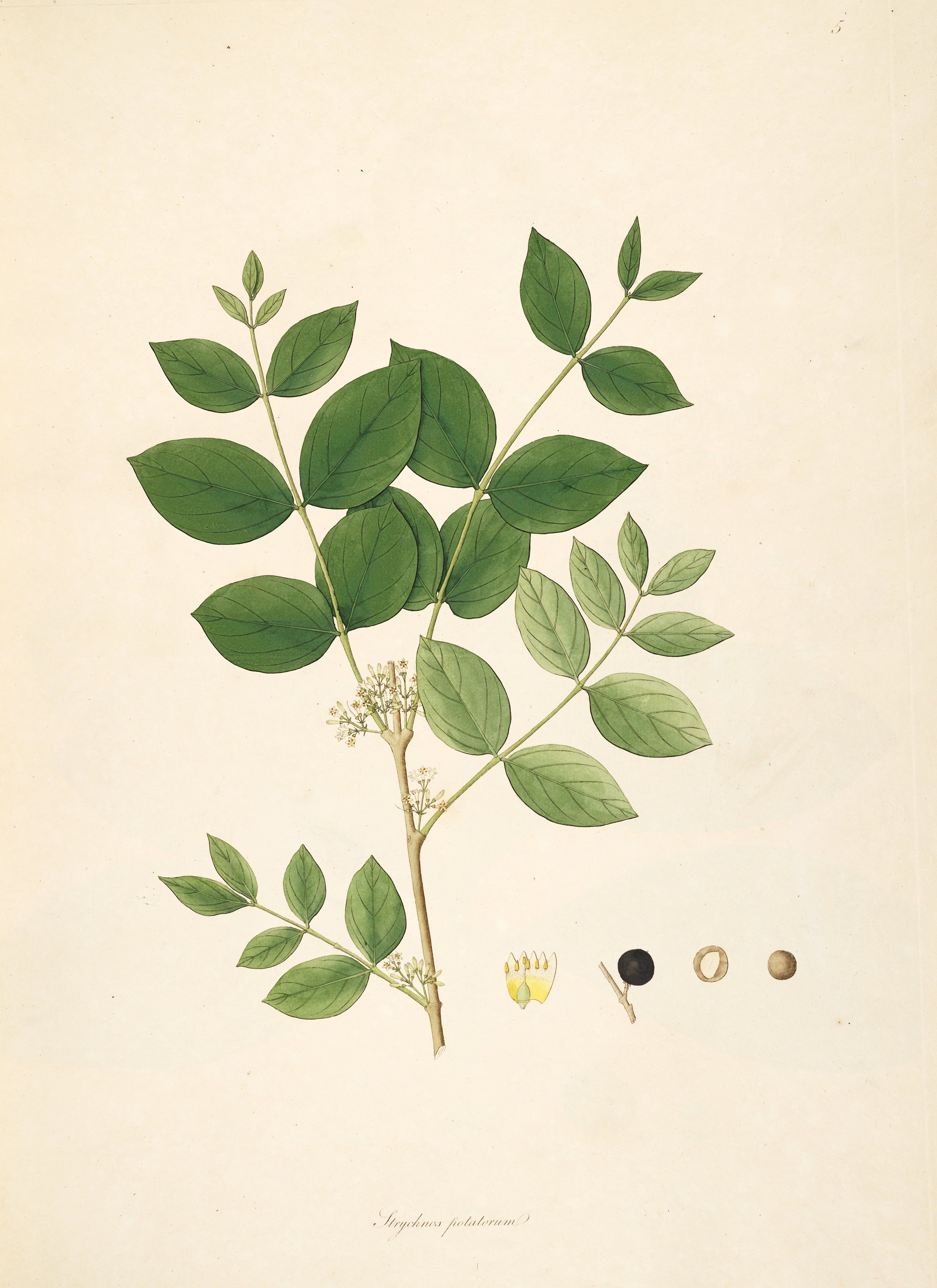